# 斯坦利·麦克里斯特尔
斯坦利·艾伦·麦克里斯特尔（英語：Stanley Allen McChrystal，1954年8月14日—）， 退役美国陆军上将，退役前于2009年6月15日至2010年6月23日担任驻阿富汗国际维和部队司令，兼驻阿富汗美军司令。曾担任联合参谋部主任、联合特种作战司令部司令等职。长期在阿富汗地区服役，因击毙基地组织重要领导人阿布·穆萨布·扎卡维受到好评，也曾因志愿从军的美国职业橄榄球运动员帕特里克·蒂尔曼友军炮火误伤事故死亡事件而饱受争议。麦克里斯特尔性格敢做敢为，据称这也是他受命阿富汗原因之一。
前任国防部长罗伯特·盖茨曾赞扬麦克里斯特尔说：“是我见过的最好的战士和战场领袖”。在滚石刊登了麦克里斯特尔及其助手对副总统乔·拜登及其他政府官员不敬和不职业的评论后，麦克里斯特尔被总统奥巴马召回国，奥巴马总统接受了他的辞呈。他在阿富汗的职务由副司令英国陆军尼古拉斯·帕克爵士上将代理，奥巴马总统提名时任中央司令部司令的大卫·彼得雷乌斯上将接替麦克里斯特尔彼得雷乌斯的提名于当年6月30日获参议院批准，麦克里斯特尔卸任后宣布将退役，随后进入耶鲁大学，在国际关系专业授课，其事蹟後被改編為嘲諷電影戰爭機器。

## 家庭生活
麦克里斯特尔的父亲是退役美国陆军少将赫伯特·麦克里斯特尔二世（1924—2013），母亲是玛丽·加德纳·布莱特。 家中5男1女，麦克里斯特尔排行第4，所有6个孩子均与军队结缘，在军中服役或与军人结合，哥哥斯科特任职随军牧师，以上校军衔退役。麦克里斯特尔于1977年迎娶了安妮·科克伦，也来自于军人家庭，育有一子萨姆。 据称，麦克里斯特尔每天长跑11至13公里，只吃一餐，只睡4小时。

## 早期軍旅生涯
1976年，麦克里斯特尔从西点军校毕业，获陆军少尉军衔。1976年11月第一被分配到第82空降师第504步兵团1营C连，担任火力排长，1978年2月开始担任步兵排长，1978年7月开始担任连主任参谋。
1978年11月，麦克里斯特尔参加了约翰·肯尼迪特种战学校的特种部队军官课，在北卡罗莱纳州布拉格堡服役，1979年4月完成课程，他留在布拉格堡，在第7特种兵大队1营A连A分队，担任分队长。1980年6月，他前往位于佐治亚州班宁堡的美国陆军步兵学校，参加步兵军官高级课程。
1981年2月，麦克里斯特尔来到韩国，在联合国军司令部所属的板门店共同警备区担任情报与作战参谋。1982年3月，他回国来到佐治亚州斯图尔特堡，在计划训练处，担任训练参谋。1982年11月，再次回到指挥岗位，在第24步兵师第19步兵团3营A连，担任连长，1984年9月，担任营作战参谋。
1985年9月，麦克里斯特尔来到第75游骑兵团，在3营担任联络官，3个月后，担任A连连长， 1987年5月，再次担任营联络官，1988年4月开始担任营作战参谋。1989年6月，麦克里斯特尔再次回到学校深造，这次来到罗德岛纽波特的海军战争学院，学习指挥和参谋课程。这段时间，麦克里斯特尔同时完成沙尔瓦瑞金纳大学的国际关系学，获得了理学硕士学位。 1990年6月完成学业后，他被分配到联合特种作战司令部作战处，担任陆军特种作战行动参谋，直到1993年4月。期间，他随部到前线沙特阿拉伯，参加了沙漠盾牌行动和沙漠风暴行动。
1993年4月，麦克里斯特尔回到了军旅生涯开始的地方第82空降师第504伞兵团，担任2营营长，1994年11月，中途转到第75游骑兵团2营，担任营长，直到1996年6月，期间还对当时的陆军徒手格斗课程完成了彻底的改造。1996年6月开始，麦克里斯特尔在哈佛大学约翰·F·肯尼迪政府学院做了为期一年的研究员，1997年6月，担任第75游骑兵团团长，成为负责一个完整特种部队的领导，完成2年任期后，1999年8 月，他又花了一年时间从事研究工作，在美国外交关系协会担任研究员。

## 将官生涯

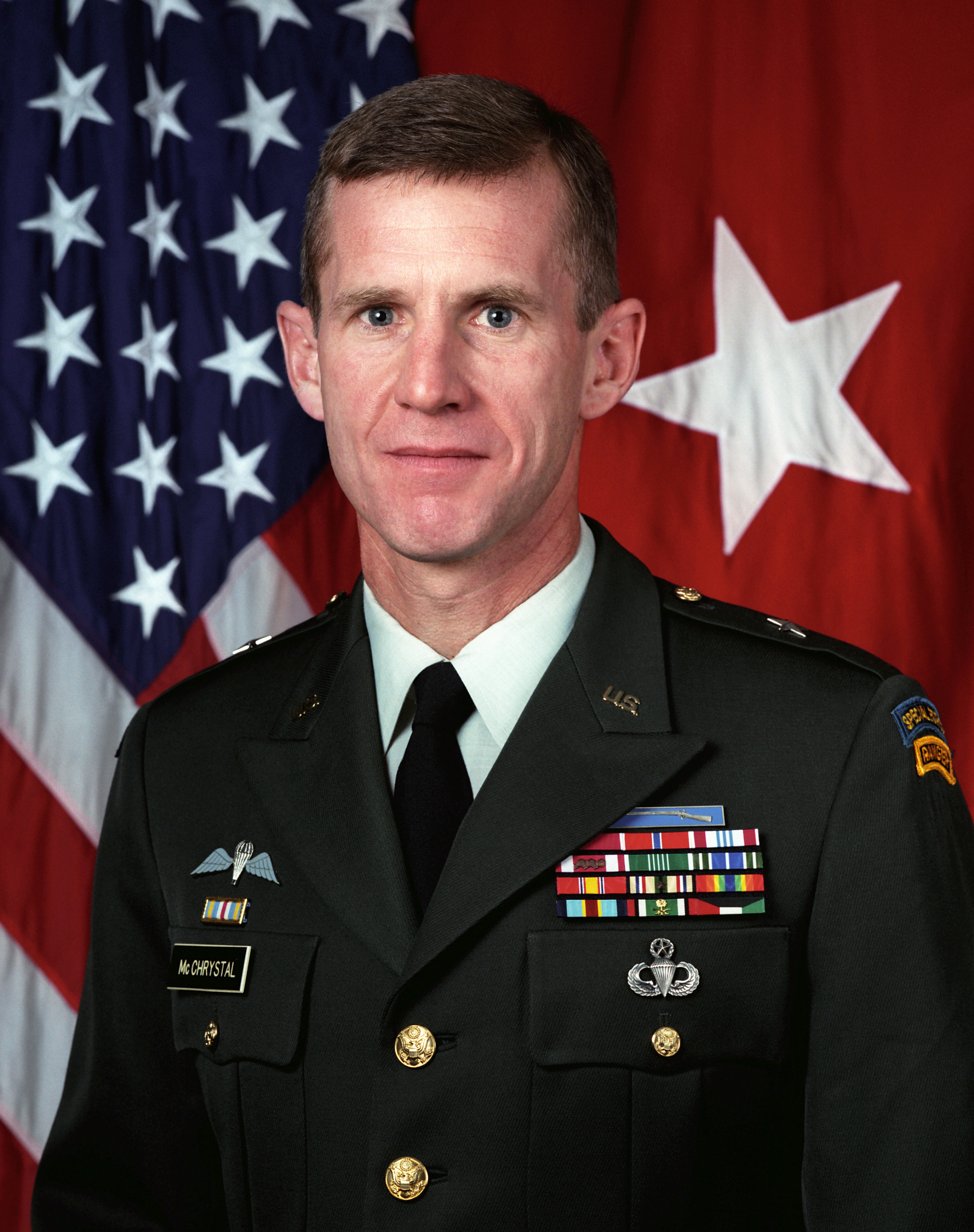
准将时期的麦克里斯特尔

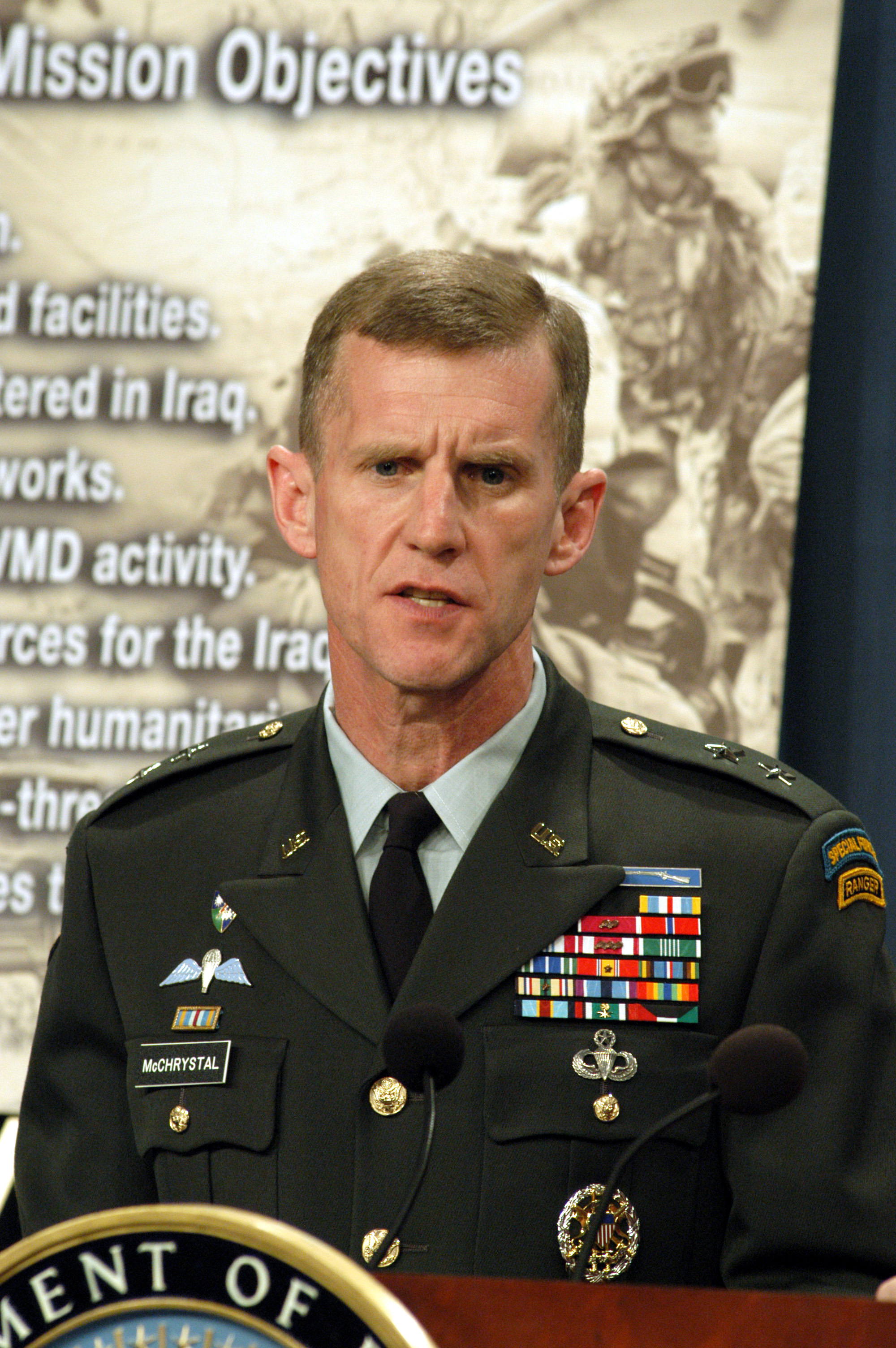
2003年4月，麦克里斯特尔在五角大楼 发布伊拉克战争情况的简报

麦克里斯特尔是在第82空降师副师长任上晋升准将的，从2000年6月担任分管作战的副师长，与2001年晋升准将，该部同时也是美国中央陆军和科威特特遣队，在科威特执行任务。2001年6月，麦克里斯特尔转到第18空降军，担任参谋长，同时也是第180联合特遣队司令，在伊拉克进行持久自由军事行动。麦克里斯特尔这两个任命都是取代了大卫·彼得雷乌斯。
2003年5月，伊拉克战争开始时，麦克里斯特尔在五角大楼工作，在联合参谋部作战部，担任副作战总监。 麦克里斯特尔被指定在电视媒体面前发表国防部关于伊拉克军事行动的简报。

### 联合特种作战司令部司令期间
麦克里斯特尔领导联合特种作战司令部长达5年时间，2006年2月，同时为前线司令，虽然该职位应在北卡罗来纳州布拉格堡，但他大部分时间待在阿富汗、美国中央司令部位于卡塔尔的前线指挥部以及伊拉克，直接指揮特种作战行动。 当时，他的工作被认为是非常关键且核心的。 2003年12月，成功捕获了萨达姆·侯赛因，2006年2月晋升为中将。

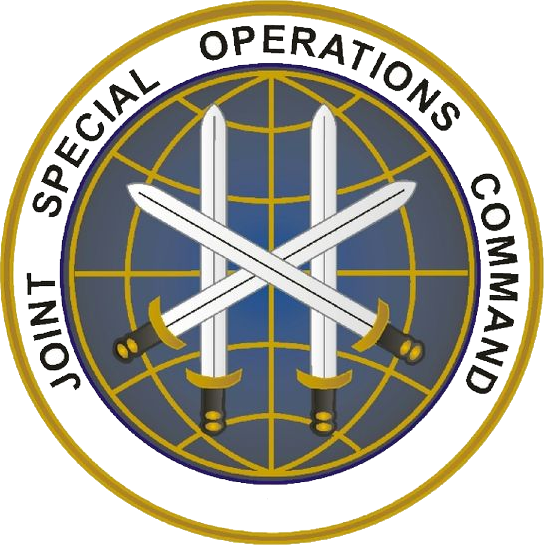
联合特种作战司令部 徽章

作为新闻周刊所谓“美国军界最机密的部队”的领导，麦克里斯特尔一直很低调，直到2006年击毙基地组织重要领导人阿布·穆萨布·扎卡维。 在麦克里斯特尔的部队成功发现和锁定扎卡维后，他命令空袭击毙扎卡维，之后他带领部队空袭地点巴古拜附近的地堡，人为辨认尸体。

麦克里斯特尔领导下负责扎卡维的部队，6-26特遣队因其非人道的拷问、虐待战俘而被广泛关注，特别是在纳玛军营。2004年4月，阿布格莱布监狱虐囚事件被曝光，随后，34名特遣队成员被纪律处分。
在前职业美式橄榄球球员放棄運動生涯而从军成为遊騎兵队员的帕特里克·蒂尔曼因友军炮火误伤阵亡事件中，麦克里斯特尔在事件中擔當的角色广受批评。事發當天，他得悉蒂尔曼是因友军炮火误伤而牺牲。蒂尔曼牺牲不欠後因英勇行為而追授银星勋章，由麦克里斯特尔簽發。
在2004年4月28日，蒂尔曼牺牲的六天后，麦克里斯特尔向代理陆军部长提交了批准授予蒂尔曼银星建议草案，授奖的建议草案中故意未提及友军炮火，但使用了“毁灭性的敌人炮火”一词，甚至附有虚假的证人证词。4月29日，麦克里斯特尔向白宫演讲稿撰写人发了紧急备忘录，提醒在为总统布什撰写稿件时不要提及授奖一事，因为它"如果下士蒂尔曼死亡情况公开可能成为不可收拾的公众事件。 麦克里斯特尔是五角大楼调查后建议给予纪律处分的八名人员之一，但陆军拒绝对其给予处分。
根据普利策奖获得者华盛顿邮报记者鲍勃·伍德沃德的分析，2007年4月末联合特种部队司令部和中央情报局特别行动科的部队发起了一系列高效的秘密行动，正好与伊拉克战争增兵周期吻合。他们的行动将在伊拉克杀死或捕获的许多基地组织关键的领导人。 在哥伦比亚广播公司的60分钟节目采访中，伍德沃德描述促使这一成功的一种新特种作战能力，注意到是由中情局和联合特种作战司令部联合团队创造的。几位高层美国官员指出，联合特种作战司令部和中情局的联合高效的主要部队是在伊拉克击败基地组织的最大贡献者。 记者彼得·伯根也褒奖麦克里斯特尔，认为联合特种作战司令部改革和现代化而成为前所未有的灵活且极具杀伤力的部队，在近年伊拉克战场扮演了极为成功的关键角色，联合特种作战司令部这写成功应归功于麦克里斯特尔的优秀领导。

### 联合参谋部主任
2007年，麦克里斯特尔曾被考虑接替布莱恩·布朗上将担任美国特种作战司令部司令， 或者接替大卫·彼得雷乌斯上将担任伊拉克战争多国部队司令，2008年也曾被考虑接替威廉·法伦海军上将担任美国中央司令部司令。以上职位都是上将职位，但最终2008年2月，麦克里斯特尔被乔治·布什总统提名续任中将，担任联合参谋部主任，接替成功少将沃尔特·夏普中将。
该提名通常只是一个常规程序，但麦克里斯特尔的提名却被美国参议院参议院军事委员会的一名参议员搁置，希望得到更多关于麦克里斯特尔麾下部队在伊拉克和阿富汗被指控虐待被拘留者的更多信息。 在与麦克里斯特尔私下会面后，参议院军事委员会最终确认了该提名，2008年8月，麦克里斯特尔正式上任联合参谋部主任。

### 阿富汗地区最高军事指挥官期间

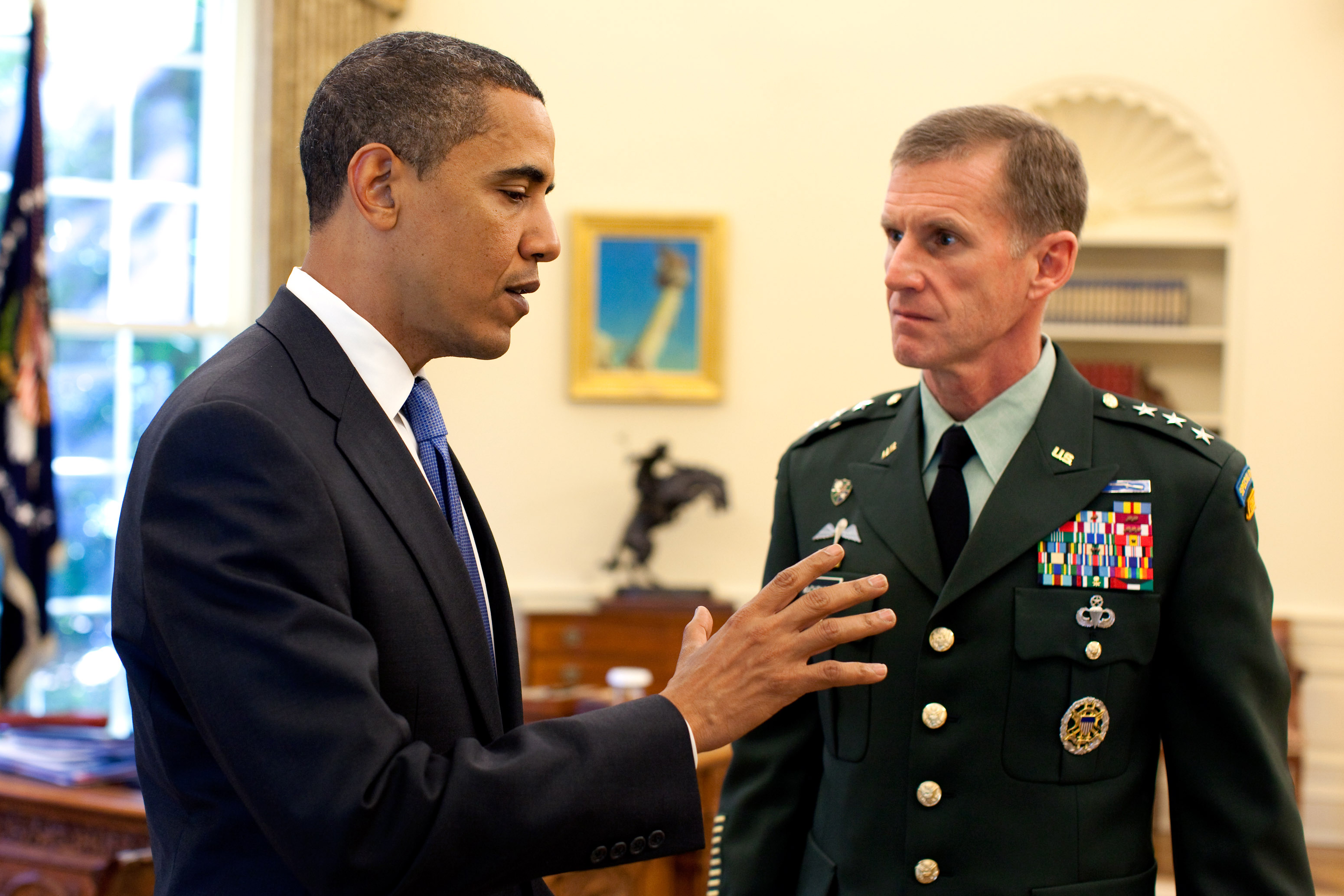
奥巴马总统在办公室会见麦克里斯特尔

在担任联合参谋部主任不10个月后，2009年6月10日，参议院通过了麦克里斯特尔晋升上将的提名，15日，他开始了新的在阿富汗的任职，担任驻阿富汗国际维和部队司令，兼驻阿富汗美军司令。刚一上任，他便指挥了弯刀攻击行动，是奥巴马上任以来调整阿富汗战略后最大的军事行动。 

### 退役

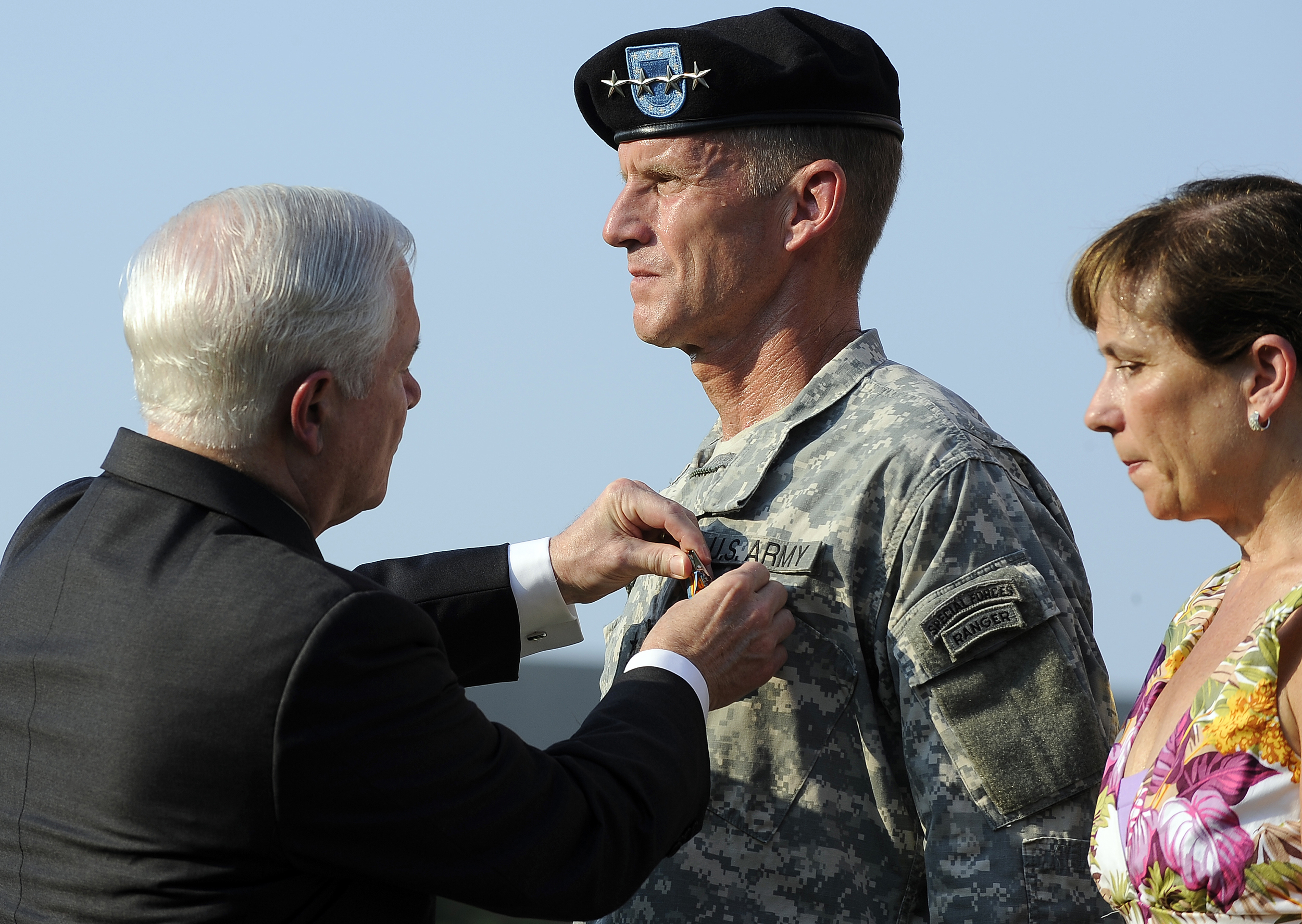
2010年2月23日麦克里斯特尔退役仪式上，国防部长盖茨授予其国防部傑出服役奖章

在奥巴马总统接受麦克里斯特尔辞去阿富汗美军和北约军队司令一职后不久，麦克里斯特尔声明他将从陆军退役，第二天，白宫发表声明，麦克里斯特尔将被获准以上将军衔退役，虽然法律规定上将必须完成3年合格的任期，才能以上将军衔退役，而麦克里斯特尔当年仅仅1年有余。 麦克里斯特尔的退役仪式于2010年7月23日在华盛顿特区的莱西·麦克奈尔堡举行，当日，美国陆军参谋长乔治·凯西授予其陆军杰出服役勋章，国防部长罗伯特·盖茨授予其国防部杰出服役勋章。

## 退役后工作
2010年后离开军队，麦克里斯特尔进入了耶鲁大学杰克逊全球事务研究所担任高级研究员，教授题为“领导力”的课程。该课程是一项主要面向研究生的讲座，也为本科生预留一些位子，课程仅有20个位子，但2011年的申请量达到250人，2013年课程讲授了三次。
2010年11月，捷蓝航空宣布麦克里斯特尔将加入其董事会。2011年2月16日，航星国际宣布麦克里斯特尔将加入其董事会。

麦克里斯特尔是西门子政府系统董事会主席，是国际知识战略顾问委员会成员，一家与阿联酋非常密切的经销执照武器的公司。他共同创立了麦克里斯特尔集团有限责任公司，一家位于弗吉尼亚州亚历山德里亚的管理咨询公司。他的领导和组织建设思想是丹尼尔·列维京和他的畅销书有条不紊的思路常引用的。

## 履历表
| 序号 | 起始       | 终止       | 军衔 | 职务                                            |
| ---- | ---------- | ---------- | ---- | ----------------------------------------------- |
| 1    | 1976年11月 | 1978年7月  |      | 第82空降师第504步兵团1营C连，火力排长、步兵排长 |
| 2    | 1978年7月  | 1978年11月 |      | 连主任参谋                                      |
| 3    | 1978年11月 | 1979年4月  |      | 约翰·肯尼迪特种战学校，学习特种兵课程           |
| 4    | 1979年4月  | 1980年6月  |      | 第7特种兵大队1营A连A分队，分队长                |
| 5    | 1980年6月  | 1981年2月  |      | 步兵学校学习步兵军官高级课程                    |
| 6    | 1981年2月  | 1982年2月  |      | 联合国军共同警备区（板门店），情报、作战参谋    |
| 7    | 1982年3月  | 1982年11月 |      | 训练计划处，训练参谋                            |
| 8    | 1982年11月 | 1984年9月  |      | 第24步兵师，第19步兵团3营，A连，连长            |
| 9    | 1984年9月  | 1985年9月  |      | 3营，主任参谋                                   |
| 10   | 1985年10月 | 1985年12月 |      | 第75游骑兵团，3营，联络官                       |
| 11   | 1986年1月  | 1987年5月  |      | 3营，A连，连长                                  |
| 12   | 1987年6月  | 1988年4月  |      | 3营，联络官                                     |
| 13   | 1988年4月  | 1989年6月  |      | 3营，作战参谋                                   |
| 14   | 1989年6月  | 1990年6月  |      | 海军战争学院，学生                              |
| 15   | 1990年6月  | 1993年4月  |      | 联合特种作战司令部，作战处，陆军特种作战行动官  |
| 16   | 1993年4月  | 1994年11月 |      | 第82空降师第504步兵团2营，营长                  |
| 17   | 1994年11月 | 1996年6月  |      | 第75游骑兵团，2营，营长                         |
| 18   | 1996年6月  | 1997年6月  |      | 哈佛大学约翰·F·肯尼迪政府学院，研究员           |
| 19   | 1997年7月  | 1999年8月  |      | 第75游骑兵团，团长                              |
| 20   | 1999年8月  | 2000年6月  |      | 外交关系协会，研究员                            |
| 21   | 2000年6月  | 2001年6月  |      | 第82空降师，副师长（分管作战）                  |
| 22   | 2001年6月  | 2002年7月  |      | 第18空降军参谋长                                |
| 23   | 2002年7月  | 2003年9月  |      | 联合参谋部，副作战总监                          |
| 24   | 2003年9月  | 2006年2月  |      | 联合特种作战司令部司令                          |
| 25   | 2006年2月  | 2008年8月  |      | 联合特种作战司令部司令，兼前线司令              |
| 26   | 2008年8月  | 2009年6月  |      | 联合参谋部主任                                  |
| 27   | 2009年6月  | 2010年7月  |      | 驻阿富汗国际维和部队司令，兼驻阿富汗美军司令    |

## 晋衔表
| 标志 | 军衔 | 日期          |
| ---- | ---- | ------------- |
|      | 上将 | 2009年6月15日 |
|      | 中将 | 2006年2月16日 |
|      | 少将 | 2004年5月1日  |
|      | 准将 | 2001年1月1日  |
|      | 上校 | 1996年9月1日  |
|      | 中校 | 1992年9月1日  |
|      | 少校 | 1987年7月1日  |
|      | 上尉 | 1980年8月1日  |
|      | 中尉 | 1978年6月3日  |
|      | 少尉 | 1976年6月2日  |

## 功奖[55]
| 步兵资质章               |
| 统帅级伞兵章             |
| 参谋长联席会议参谋识别章 |
| 特种部队臂章             |
| 突击队员臂章             |
| 英国伞兵章               |

| Bronze oak leaf cluster                                                     | 国防部杰出服役勋章2次   |
|                                                                             | 陆军杰出服役勋章        |
| Bronze oak leaf cluster                                                     | 国防部优异服役勋章 2次  |
| Bronze oak leaf cluster · Bronze oak leaf cluster                           | 功绩勋章2次             |
|                                                                             | 铜星勋章                |
|                                                                             | 国防部军功奖章          |
| Bronze oak leaf cluster · Bronze oak leaf cluster · Bronze oak leaf cluster | 军功奖章 4次            |
|                                                                             | 陆军嘉奖                |
|                                                                             | 陆军成就奖章            |
|                                                                             | 联合功绩集体奖章        |
| Bronze star                                                                 | 国防服役奖章 2次        |
|                                                                             | 武装部队远征奖章        |
| Bronze star · Bronze star                                                   | 西南亚服役奖章 3次      |
| Bronze star                                                                 | 反恐战争远征奖章 2次    |
|                                                                             | 阿富汗参战奖章          |
|                                                                             | 伊拉克参战奖章          |
|                                                                             | 反恐战争服役奖章        |
|                                                                             | 韩国国防服役奖章        |
|                                                                             | 人道主义服役奖章        |
|                                                                             | 陆军服役勋表            |
|                                                                             | 海外勋表                |
|                                                                             | 科威特解放奖章 (沙特)   |
|                                                                             | 科威特解放奖章 (科威特) |